# Stazione di Chions-Azzano Decimo
Stazione di Chions-Azzano Decimo 1987-ben bezárt vasútállomás Olaszországban, Chions településen.

## Vasútvonalak
Az állomást az alábbi vasútvonalak érintették:
- San Vito al Tagliamento-Motta di Livenza-vasútvonal

## Kapcsolódó állomások
A vasútállomáshoz az alábbi állomások vannak a legközelebb:
- Stazione di Pravisdomini
- Stazione di Sesto al Reghena